# Ondavská niva
Ondavská niva je geomorfologický podcelek Východoslovenské pahorkatiny. Nachází se východně od města Vranov nad Topľou, v okolí řeky Ondava.

## Vymezení
Podcelek zabírá severní část pahorkatiny a vytváří plošně nevelký pás území poblíž řeky Ondavy. Severním směrem sousedí Beskydské predhorie s podcelkem Mernícka pahorkatina, jižním směrem se rozkládá Ondavská rovina, která je součástí Východoslovenské roviny. Západním směrem navazuje Vranovská pahorkatina, východním směrem se země zvedá v Pozdišovský chrbát. Oba tyto podcelky patří do Východoslovenské pahorkatiny. 

## Osídlení
Niva patří mezi středně hustě osídlené území, přičemž zde leží několik středně velkých obcí.

## Doprava
Územím nivy vede směrem z Vranova nad Topľou na Stropkov silnice I / 15, východní částí prochází silnice II / 554 a severním okrajem i II / 558. 